# Larcasia partita
Larcasia partita là một loài trong họ Goeridae. Chúng phân bố ở miền Cổ bắc.